# Jürgen Nolte (Fechter)
Jürgen Nolte (* 19. November 1959 in Bonn) ist ein ehemaliger deutscher Säbelfechter. Zwischen 1980 und 1990 wurde er acht Mal deutscher Meister und nahm an drei Olympischen Spielen teil. Er focht erst beim VfL Sankt Augustin, später beim OFC Bonn.
Nolte begann mit zehn Jahren mit dem Fechten in einer Schul-AG und trat später dem OFC Bonn bei. Nach dem Abitur 1978 wurde er erst Soldat, studierte anschließend in Bonn und wurde Lehrer für Sport und Biologie. Seit 1990 ist er verheiratet.
1980 wurde Nolte Deutscher Juniorenmeister im Säbelfechten. Bereits im selben Jahr konnte er auch die Meisterschaften bei den Aktiven gewinnen. Es folgten sieben weitere deutsche Meisterschaften 1981, 1982, 1983, 1985, 1986, 1987 und 1990. 1988 wurde er Zweiter, 1991 Dritter. Damit ist er der bisher erfolgreichste Säbelfechter bei den deutschen Meisterschaften.
Wegen des Olympiaboykotts 1980 nahm Nolte erst 1984 in Los Angeles erstmals an den Olympischen Spielen teil. Im Einzel wurde er 15., mit der Mannschaft verfehlte er eine Bronzemedaille nur knapp und wurde Vierter. 1988 in Seoul kam er im Einzel ins Finale der letzten acht Fechter und belegte am Ende Rang 8. Die Mannschaft kam auf den sechsten Platz. 1992 in Barcelona wurde er wiederum Achter im Einzel, die Mannschaft wurde Fünfter.
Als erster deutscher Säbelfechter überhaupt konnte Nolte ein Weltcup-Turnier gewinnen. Bei den Fechtweltmeisterschaften 1989 in Denver wurde er Vizeweltmeister mit der Säbelmannschaft (zusammen mit Frank Bleckmann, Felix Becker, Ulrich Eifler und Jörg Kempenich). Bei der Rückreise von den Weltmeisterschaften überlebte Nolte die Flugzeugkatastrophe von Sioux City. Bei den Weltmeisterschaften 1990 konnte die Mannschaft des Vorjahres nochmals eine Bronzemedaille gewinnen.